# Vuno (ort i Albanien)
Vuno är en ort i Albanien.   Den ligger i prefekturen Qarku i Vlorës, i den södra delen av landet, 130 km söder om huvudstaden Tirana. Vuno ligger 321 meter över havet och antalet invånare är 486.
Terrängen runt Vuno är varierad. Havet är nära Vuno åt sydväst.  Trakten är glest befolkad. == Kommentarer ==
1. ↑  Framräknat ur variansen i alla höjduppgifter (DEM 3") från Viewfinder Panoramas, inom 10 km radie.[3] Mer om algoritmen finns här: Användare:Lsjbot/Algoritmer.